# Бортяховка
Бортяховка (укр. Бортяхівка) — село в Рожищенской городской общине Луцкого района Волынской области Украины.
Код КОАТУУ — 0724587003. Население по переписи 2001 года составляет 362 человека. Почтовый индекс — 45123. Телефонный код — 3368. Занимает площадь 1,71 км².

## История
В 1946 году указом ПВС УССР село Невольное переименовано в Бортяховку.
До 2020 года входило в Рожищенский район.